# Пркачини
Пркачини (хорв. Prkačini) — населений пункт у Хорватії, в Істрійській жупанії у складі громади Жминь.

## Населення
Населення за даними перепису 2011 року становило 32 осіб.
Динаміка чисельності населення поселення:

## Клімат
Середня річна температура становить 12,70 °C, середня максимальна – 26,96 °C, а середня мінімальна – -2,16 °C. Середня річна кількість опадів – 938 мм.
| Клімат поселення                              | Клімат поселення | Клімат поселення | Клімат поселення | Клімат поселення | Клімат поселення | Клімат поселення | Клімат поселення | Клімат поселення | Клімат поселення | Клімат поселення | Клімат поселення | Клімат поселення | Клімат поселення |
| Показник                                      | Січ.             | Лют.             | Бер.             | Квіт.            | Трав.            | Черв.            | Лип.             | Серп.            | Вер.             | Жовт.            | Лист.            | Груд.            |                  |
| Середній максимум, °C                         | 9,54             | 10,51            | 13,27            | 17,03            | 22,08            | 26,35            | 26,96            | 26,47            | 21,74            | 17,05            | 11,99            | 8,90             |                  |
| Середня температура, °C                       | 3,69             | 4,66             | 7,43             | 11,18            | 16,22            | 20,49            | 22,90            | 22,40            | 17,68            | 12,98            | 7,93             | 4,84             |                  |
| Середній мінімум, °C                          | −2,16            | −1,18            | 1,58             | 5,34             | 10,38            | 14,65            | 18,82            | 18,35            | 13,62            | 8,92             | 3,86             | 0,78             |                  |
| Норма опадів, мм                              | 68               | 57               | 67               | 76               | 68               | 79               | 57               | 83               | 84               | 104              | 111              | 84               |                  |
| Середньомісячна швидкість вітру, м/с          | 1.99             | 2.27             | 2.45             | 2.44             | 2.22             | 2.12             | 2.08             | 2.02             | 2.03             | 2.16             | 2.26             | 2.17             |                  |
| Середньомісячна сонячна радіація, кДж/м²·день | 4545             | 7452             | 10740            | 15168            | 19310            | 21027            | 21921            | 18943            | 14139            | 9088             | 4958             | 3810             |                  |
| --------------------------------------------- | ---------------- | ---------------- | ---------------- | ---------------- | ---------------- | ---------------- | ---------------- | ---------------- | ---------------- | ---------------- | ---------------- | ---------------- | ---------------- |
| Джерело:                                      |                  |                  |                  |                  |                  |                  |                  |                  |                  |                  |                  |                  |                  |